# Paus Alexander I
Alexander I (Rome, 38 - aldaar, 115) was de zesde paus van de Katholieke Kerk. Hij wordt vaak gelijkgesteld aan de heilige martelaar Alexander van de Via Nomentana, wiens naamdag op 3 mei is, maar hiervoor is geen feitelijk bewijs. Ireneüs van Lyon, die kort na hem leefde, zegt niets over zijn vermeende martelaarschap. Het tijdstip van zijn pontificaat is niet precies bekend. Sommige schrijvers noemen 106-115, anderen 109-116.
Cursief: tegenpaus